# نيلينهو (لاعب كرة قدم)
نيلينهو (بالبرتغالية: Nelinho‏) هو لاعب كرة قدم موزمبيقي في مركز الوسط، ولد في 18 مايو 1971 في موزمبيق البرتغالية في الإمبراطورية البرتغالية. شارك مع منتخب موزمبيق لكرة القدم. أما مع النوادي، فقد لعب مع دي سي كوستا دو سول وديبورتيفو مابوتو الموزمبيقي.

## وصلات خارجية
- نيلينهو على موقع قاعدة بيانات كرة القدم.إي يو (الإنجليزية)
- نيلينهو على موقع ناشيونال فوتبول تيمز (الإنجليزية)